# Llista de topònims de Cubelles
Llista de topònims (noms propis de lloc) del municipi de Cubelles, al Garraf
Informació actualitzada per un bot. Els canvis manuals es perdran quan s'actualitzi!

## barraca de vinya
| imatge | Nom                        | Ubicat a | instància de     | Detalls | coordenades                                                                          | Protecció | Commons (més fotos) | Dades a WD                    |
| ------ | -------------------------- | -------- | ---------------- | ------- | ------------------------------------------------------------------------------------ | --------- | ------------------- | ----------------------------- |
|        | barraca de pedra seca 1172 | Cubelles | barraca de vinya |         | 41° 12′ 34″ N, 1° 38′ 46″ E / 41.20938°N,1.64616°E ca:Mas Peirot                     |           |                     | Modifica les dades a Wikidata |
|        | barraca de pedra seca 1173 | Cubelles | barraca de vinya |         | 41° 12′ 41″ N, 1° 38′ 35″ E / 41.21139°N,1.64315°E ca:Mas Peirot                     |           |                     | Modifica les dades a Wikidata |
|        | barraca de pedra seca 1175 | Cubelles | barraca de vinya |         | 41° 12′ 49″ N, 1° 39′ 00″ E / 41.2137°N,1.64996°E ca:Mas Peirot                      |           |                     | Modifica les dades a Wikidata |
|        | barraca de pedra seca 1176 | Cubelles | barraca de vinya |         | 41° 12′ 53″ N, 1° 39′ 02″ E / 41.21466°N,1.65068°E ca:Mas Peirot                     |           |                     | Modifica les dades a Wikidata |
|        | barraca de pedra seca 1221 | Cubelles | barraca de vinya |         | 41° 13′ 46″ N, 1° 39′ 39″ E / 41.22957°N,1.6609°E ca:A la urbanització de Mas Trader |           |                     | Modifica les dades a Wikidata |

## cabana
| imatge | Nom                  | Ubicat a                      | instància de | Detalls | coordenades                                                                                | Protecció | Commons (més fotos) | Dades a WD                    |
| ------ | -------------------- | ----------------------------- | ------------ | ------- | ------------------------------------------------------------------------------------------ | --------- | ------------------- | ----------------------------- |
|        | corral d'en Tort     | Cubelles Vilanova i la Geltrú | cabana       |         | 41° 13′ 38″ N, 1° 40′ 29″ E / 41.2272560432412°N,1.67459699732624°E                        |           |                     | Modifica les dades a Wikidata |
|        | corral de Rocacrespa | Cubelles                      | cabana       |         | 41° 14′ 13″ N, 1° 39′ 54″ E / 41.2369813777035°N,1.66499747345837°E ca:Fondo del Castellot |           |                     | Modifica les dades a Wikidata |
|        | la Caseta            | Cubelles                      | cabana       |         | 41° 13′ 59″ N, 1° 40′ 04″ E / 41.23292331707°N,1.6677051030154°E ca:El Quintal             |           |                     | Modifica les dades a Wikidata |

## carrer
| imatge | Nom                                                        | Ubicat a | instància de | Detalls                          | coordenades                                                                                            | Protecció                                  | Commons (més fotos)                       | Dades a WD                    |
| ------ | ---------------------------------------------------------- | -------- | ------------ | -------------------------------- | --- | ------------------------------------------ | ----------------------------------------- | ----------------------------- |
|        | carrer de Jacint Verdaguer                                 | Cubelles | carrer       |                                  | 41° 12′ 33″ N, 1° 40′ 25″ E / 41.20914°N,1.67363°E ca:c. de Jacint Verdaguer                           |                                            |                                           | Modifica les dades a Wikidata |
|        | carrer de Joan Pedro i Roig                                | Cubelles | carrer       |                                  | 41° 12′ 29″ N, 1° 40′ 17″ E / 41.20803°N,1.67151°E ca:c. de Joan Pedro i Roig                          |                                            |                                           | Modifica les dades a Wikidata |
|        | carrer de l'Estació entre Plaça del Castell i Carrer Major | Cubelles | carrer       |                                  | 41° 12′ 27″ N, 1° 40′ 20″ E / 41.20747°N,1.67216°E ca:c. de l'Estació                                  |                                            |                                           | Modifica les dades a Wikidata |
|        | carrer del Mig                                             | Cubelles | carrer       |                                  | 41° 12′ 31″ N, 1° 40′ 21″ E / 41.2085°N,1.67247°E ca:c. del Mig                                        |                                            |                                           | Modifica les dades a Wikidata |
|        | conjunt del carrer Major                                   | Cubelles | carrer       | Estil: arquitectura popular      | 41° 12′ 28″ N, 1° 40′ 19″ E / 41.20791°N,1.67196°E ca:c. Major                                         | bé integrant del patrimoni cultural català | Conjunt carrer Major (Cubelles)           | Modifica les dades a Wikidata |
|        | conjunt del carrer Sant Antoni                             | Cubelles | carrer       | Estil: arquitectura popular 1888 | 41° 12′ 32″ N, 1° 40′ 30″ E / 41.208892°N,1.675089°E ca:De la pl. de la Font al cap de la Creu 18 msnm | bé integrant del patrimoni cultural català | Conjunt del carrer Sant Antoni (Cubelles) | Modifica les dades a Wikidata |

## casa
| imatge | Nom                                   | Ubicat a | instància de | Detalls      | coordenades                                                                                      | Protecció | Commons (més fotos)         | Dades a WD                    |
| ------ | ------------------------------------- | -------- | ------------ | ------------ | ------------------------------------------------------------------------------------------------ | --------- | --------------------------- | ----------------------------- |
|        | Cal Capdet                            | Cubelles | casa         | 20th century | 41° 12′ 30″ N, 1° 40′ 20″ E / 41.20844°N,1.67231°E ca:pl. de la Vila 5, 6                        |           |                             | Modifica les dades a Wikidata |
|        | Cal Piular                            | Cubelles | casa         | 20th century | 41° 12′ 31″ N, 1° 40′ 21″ E / 41.20857°N,1.67258°E ca:pl. de Santa Maria 2, c. de l'Església 1-3 |           |                             | Modifica les dades a Wikidata |
|        | Casa Escardó                          | Cubelles | casa         | 18th century | 41° 12′ 31″ N, 1° 40′ 20″ E / 41.20862°N,1.6721°E ca:c. del Mig 24, c. dels Horts                |           |                             | Modifica les dades a Wikidata |
|        | Casa Natal de Joan Pedro i Roig       | Cubelles | casa         | 19th century | 41° 12′ 30″ N, 1° 40′ 19″ E / 41.20825°N,1.67182°E ca:c. Joan Pedro i Roig 10                    |           |                             | Modifica les dades a Wikidata |
|        | Casa natal de Charlie Rivel           | Cubelles | casa         | 19th century | 41° 12′ 30″ N, 1° 40′ 20″ E / 41.20829°N,1.67225°E ca:pl. de la Vila 3, 4                        |           | Casa natal de Charlie Rivel | Modifica les dades a Wikidata |
|        | carrer de la Pau, 11                  | Cubelles | casa         | 20th century | 41° 12′ 30″ N, 1° 40′ 19″ E / 41.2084°N,1.67185°E ca:c. de la Pau, 11                            |           |                             | Modifica les dades a Wikidata |
|        | casa del Passeig de Narcís Bardají, 8 | Cubelles | casa         | 20th century | 41° 12′ 29″ N, 1° 40′ 23″ E / 41.20793°N,1.67292°E ca:pg. De Narcís Bardají, 8                   |           |                             | Modifica les dades a Wikidata |

## castell
| imatge | Nom                 | Ubicat a | instància de | Detalls | coordenades                                                             | Protecció                                            | Commons (més fotos) | Dades a WD                    |
| ------ | ------------------- | -------- | ------------ | ------- | ----------------------------------------------------------------------- | ---------------------------------------------------- | ------------------- | ----------------------------- |
|        | castell de Cubelles | Cubelles | castell      |         | 41° 12′ 28″ N, 1° 40′ 21″ E / 41.2078°N,1.67242°E ca:pl. del Castell, 1 | bé d'interès cultural bé cultural d'interès nacional | Castell de Cubelles | Modifica les dades a Wikidata |
|        | el Castellot        | Cubelles | castell      |         | 41° 14′ 28″ N, 1° 39′ 55″ E / 41.2412450885196°N,1.66526870275488°E     |                                                      |                     | Modifica les dades a Wikidata |

## edifici
| imatge | Nom                                                        | Ubicat a | instància de                      | Detalls                 | coordenades | Protecció                                  | Commons (més fotos)      | Dades a WD                    |
| ------ | ---------------------------------------------------------- | -------- | --------------------------------- | ----------------------- | --- | ------------------------------------------ | ------------------------ | ----------------------------- |
|        | Antic hostal del castell                                   | Cubelles | edifici                           | 1675                    | 41° 12′ 29″ N, 1° 40′ 21″ E / 41.20806°N,1.67254°E ca:c. Major 7 |                                            |                          | Modifica les dades a Wikidata |
|        | Búnquer de la Guerra Civil a la desembocadura del riu Foix | Cubelles | edifici                           | 1936                    | 41° 11′ 54″ N, 1° 40′ 25″ E / 41.19833°N,1.67349°E ca:platja de Sant Pere |                                            |                          | Modifica les dades a Wikidata |
|        | C. Colom 13                                                | Cubelles | edifici                           | 20th century            | 41° 12′ 32″ N, 1° 40′ 25″ E / 41.20877°N,1.67359°E ca:c. Colom 13 |                                            |                          | Modifica les dades a Wikidata |
|        | C. Nou 7                                                   | Cubelles | edifici                           | 20th century            | 41° 12′ 32″ N, 1° 40′ 23″ E / 41.20899°N,1.67307°E ca:c. Nou 7 |                                            |                          | Modifica les dades a Wikidata |
|        | Casa del Doctor Estapé                                     | Cubelles | edifici                           | Estil: noucentisme 1943 | 41° 12′ 19″ N, 1° 40′ 27″ E / 41.20523°N,1.6741°E ca:pg. de Narcís Bardají, 46. C/ de l'Estació 37                                                                            | bé integrant del patrimoni cultural català | Casa del Doctor Estapé   | Modifica les dades a Wikidata |
|        | Cooperativa la Salvadora                                   | Cubelles | edifici                           | 1917                    | 41° 12′ 31″ N, 1° 40′ 23″ E / 41.20867°N,1.67316°E ca:c. Colom, 7 |                                            | Cooperativa la Salvadora | Modifica les dades a Wikidata |
|        | Local del Círcol Cubellenc                                 | Cubelles | edifici                           | 19th century            | 41° 12′ 31″ N, 1° 40′ 24″ E / 41.20851°N,1.67347°E ca:c. d'Antoni Armengol |                                            |                          | Modifica les dades a Wikidata |
|        | Residència Charlie Rivel                                   | Cubelles | edifici                           | 20th century            | 41° 12′ 09″ N, 1° 40′ 36″ E / 41.20244°N,1.67667°E ca:ptge. de les Pinyes, 7                                                                                                  |                                            |                          | Modifica les dades a Wikidata |
|        | Societat Cultural i Recreativa l'Aliança                   | Cubelles | edifici estructura arquitectònica | 1914                    | 41° 12′ 31″ N, 1° 40′ 26″ E / 41.20857°N,1.67398°E 41° 12′ 32″ N, 1° 40′ 27″ E / 41.208927154541016°N,1.6742130517959597°E ca:pl. de la Font 10 i 11 ca:Carrer de Sant Antoni |                                            |                          | Modifica les dades a Wikidata |
|        | el Cuartel                                                 | Cubelles | edifici                           | 20th century            | 41° 12′ 29″ N, 1° 40′ 16″ E / 41.20794°N,1.67123°E ca:c. Joan Pedro i Roig 16                                                                                                 |                                            |                          | Modifica les dades a Wikidata |
|        | el Fortí                                                   | Cubelles | edifici                           | 1936                    | 41° 11′ 59″ N, 1° 40′ 13″ E / 41.19962°N,1.67037°E ca:c. de la Mota, 3 |                                            |                          | Modifica les dades a Wikidata |

## edifici residencial
| imatge | Nom                 | Ubicat a | instància de        | Detalls      | coordenades                                                                                     | Protecció | Commons (més fotos) | Dades a WD                    |
| ------ | ------------------- | -------- | ------------------- | ------------ | ----------------------------------------------------------------------------------------------- | --------- | ------------------- | ----------------------------- |
|        | Carrer Colom 12     | Cubelles | edifici residencial | 20th century | 41° 12′ 31″ N, 1° 40′ 25″ E / 41.20867°N,1.67368°E ca:c. Colom 12                               |           |                     | Modifica les dades a Wikidata |
|        | Carrer Dr. Juncà 11 | Cubelles | edifici residencial | 20th century | 41° 12′ 28″ N, 1° 40′ 22″ E / 41.20789°N,1.67278°E ca:c. Dr. Juncà 11                           |           |                     | Modifica les dades a Wikidata |
|        | la Rectoria         | Cubelles | edifici residencial |              | 41° 12′ 30″ N, 1° 40′ 20″ E / 41.208290100097656°N,1.672206997871399°E ca:Carrer d'Anselm Clavé |           |                     | Modifica les dades a Wikidata |

## entitat singular de població
| imatge | Nom         | Ubicat a | instància de                                                                   | Detalls   | coordenades                                                     | Protecció | Commons (més fotos) | Dades a WD                    |
| ------ | ----------- | -------- | ------------------------------------------------------------------------------ | --------- | --------------------------------------------------------------- | --------- | ------------------- | ----------------------------- |
|        | Cubelles    | Cubelles | entitat singular de població capital municipal ens local històric de Catalunya | 16477 hab | 41° 12′ 28″ N, 1° 40′ 22″ E / 41.20772°N,1.67267°E 16 msnm      |           |                     | Modifica les dades a Wikidata |
|        | les Salines | Cubelles | entitat singular de població                                                   | 823 hab   | 41° 12′ 00″ N, 1° 38′ 47″ E / 41.19991419°N,1.64638563°E 5 msnm |           |                     | Modifica les dades a Wikidata |

## església
| imatge | Nom                              | Ubicat a | instància de    | Detalls                                                | coordenades                                                                                         | Protecció                                  | Commons (més fotos)              | Dades a WD                    |
| ------ | -------------------------------- | -------- | --------------- | ------------------------------------------------------ | --------------------------------------------------------------------------------------------------- | ------------------------------------------ | -------------------------------- | ----------------------------- |
|        | Ermita de Sant Pau               | Cubelles | església ermita | Estil: arquitectura barroca 18th century Estat: ruïnós | 41° 13′ 01″ N, 1° 40′ 01″ E / 41.21688888888889°N,1.6669444444444443°E ca:Quadra de Gallifa 54 msnm | bé integrant del patrimoni cultural català | Sant Pau de Cubelles             | Modifica les dades a Wikidata |
|        | Sant Antoni de Pàdua de Cubelles | Cubelles | església        | Estil: arquitectura popular 1694                       | 41° 12′ 32″ N, 1° 40′ 32″ E / 41.208997°N,1.675573°E ca:Carrer de Sant Antoni, 33                   | bé cultural d'interès local                | Sant Antoni de Pàdua de Cubelles | Modifica les dades a Wikidata |
|        | Sant Jaume de Cubelles           | Cubelles | església        |                                                        | 41° 14′ 12″ N, 1° 39′ 46″ E / 41.236722°N,1.662679°E ca:Quadra de Rocacrespa                        | bé integrant del patrimoni cultural català |                                  | Modifica les dades a Wikidata |
|        | Santa Maria de Cubelles          | Cubelles | església        | Estil: barroc 18th century                             | 41° 12′ 30″ N, 1° 40′ 23″ E / 41.2084°N,1.67294°E ca:Plaça de l'Església                            | bé cultural d'interès local                | Santa Maria de Cubelles          | Modifica les dades a Wikidata |

## estructura arquitectònica
| imatge | Nom                     | Ubicat a | instància de                                         | Detalls | coordenades | Protecció | Commons (més fotos) | Dades a WD                    |
| ------ | ----------------------- | -------- | ---------------------------------------------------- | ------- | --- | --------- | ------------------- | ----------------------------- |
|        | Les Fonts de Joan Pedro | Cubelles | estructura arquitectònica                            |         | 41° 12′ 30″ N, 1° 40′ 23″ E / 41.20843505859375°N,1.672937035560608°E ca:Carrer Major, 5 i Sant Antoni, 2         |           |                     | Modifica les dades a Wikidata |
|        | fita de terme           | Cubelles | estructura arquitectònica element arquitectònic fita | 1850    | 41° 12′ 35″ N, 1° 40′ 49″ E / 41.20984°N,1.68041°E ca:Camí Vell de Vilanova ca:av. del Terme / Carrer Sant Antoni |           |                     | Modifica les dades a Wikidata |

## fita
| imatge | Nom                            | Ubicat a | instància de               | Detalls      | coordenades                                                                     | Protecció | Commons (més fotos) | Dades a WD                    |
| ------ | ------------------------------ | -------- | -------------------------- | ------------ | ------------------------------------------------------------------------------- | --------- | ------------------- | ----------------------------- |
|        | Fita de terme del Juí del Moro | Cubelles | fita element arquitectònic | 1850         | 41° 13′ 10″ N, 1° 40′ 38″ E / 41.21935°N,1.67715°E ca:Turó Juí el Moro          |           |                     | Modifica les dades a Wikidata |
|        | Fita dels Tres Termes          | Cubelles | fita                       | 19th century | 41° 14′ 43″ N, 1° 40′ 06″ E / 41.24531°N,1.66829°E ca:prop del cim de la Talaia |           |                     | Modifica les dades a Wikidata |

## font
| imatge | Nom                                 | Ubicat a | instància de | Detalls | coordenades                                                                               | Protecció | Commons (més fotos) | Dades a WD                    |
| ------ | ----------------------------------- | -------- | ------------ | ------- | ----------------------------------------------------------------------------------------- | --------- | ------------------- | ----------------------------- |
|        | Font amb abeurador (Pl. de la Font) | Cubelles | font         | 1880    | 41° 12′ 32″ N, 1° 40′ 27″ E / 41.2088°N,1.67415°E ca:c. Sant Antoni 2, Plaça de la Font 8 |           |                     | Modifica les dades a Wikidata |
|        | font del Lleó                       | Cubelles | font         | 1880    | 41° 12′ 29″ N, 1° 40′ 21″ E / 41.20815°N,1.67262°E ca:c. Major 5                          |           |                     | Modifica les dades a Wikidata |
|        | plaça de la Font                    | Cubelles | font         |         | 41° 12′ 31″ N, 1° 40′ 26″ E / 41.20869°N,1.67378°E ca:pl. de la Font                      |           |                     | Modifica les dades a Wikidata |

## masia
| imatge | Nom                     | Ubicat a | instància de  | Detalls                                                               | coordenades | Protecció                                  | Commons (més fotos)  | Dades a WD                    |
| ------ | ----------------------- | -------- | ------------- | --------------------------------------------------------------------- | --- | ------------------------------------------ | -------------------- | ----------------------------- |
|        | Ca l'Aleix              | Cubelles | masia         | 16th century                                                          | 41° 12′ 32″ N, 1° 40′ 36″ E / 41.20891°N,1.67654°E ca:c. Sant Antoni 28                                                              |                                            |                      | Modifica les dades a Wikidata |
|        | Cal Baró                | Cubelles | masia         | 16th century                                                          | 41° 12′ 51″ N, 1° 40′ 08″ E / 41.2141197612311°N,1.66885018589531°E ca:Mas Baró                                                      |                                            |                      | Modifica les dades a Wikidata |
|        | Cal Granell             | Cubelles | masia         |                                                                       | 41° 12′ 37″ N, 1° 40′ 15″ E / 41.2103876230878°N,1.67092974822424°E ca:ctra. de Can Trader, 1                                        |                                            |                      | Modifica les dades a Wikidata |
|        | Can Cucurella           | Cubelles | masia         | 16th century                                                          | 41° 14′ 27″ N, 1° 39′ 38″ E / 41.2407937011157°N,1.66052835694241°E                                                                  |                                            |                      | Modifica les dades a Wikidata |
|        | Can Travé               | Cubelles | masia         | Arquitecte: Bonaventura Pollés i Vivó Estil: noucentisme 20th century | 41° 12′ 32″ N, 1° 40′ 31″ E / 41.2088°N,1.67519°E ca:C. Sant Antoni, 24 18 msnm                                                      | bé cultural d'interès local                | Can Travé (Cubelles) | Modifica les dades a Wikidata |
|        | Corral d'en Cona        | Cubelles | masia         | 16th century                                                          | 41° 13′ 15″ N, 1° 40′ 09″ E / 41.22097°N,1.6692°E ca:Carrer de Cal Baldiris, s/n                                                     |                                            |                      | Modifica les dades a Wikidata |
|        | Gallifa                 | Cubelles | masia         |                                                                       | 41° 12′ 56″ N, 1° 40′ 01″ E / 41.2155945242832°N,1.66707866180574°E ca:Gallifa                                                       |                                            |                      | Modifica les dades a Wikidata |
|        | Mas Guineu              | Cubelles | masia         | 17th century                                                          | 41° 12′ 24″ N, 1° 39′ 03″ E / 41.2066950120319°N,1.65083543104309°E                                                                  | bé cultural d'interès local                |                      | Modifica les dades a Wikidata |
|        | Mas Manolita            | Cubelles | masia         |                                                                       | 41° 12′ 24″ N, 1° 40′ 01″ E / 41.2066206632495°N,1.66687914759581°E                                                                  |                                            |                      | Modifica les dades a Wikidata |
|        | Mas Trader              | Cubelles | masia         | 17th century                                                          | 41° 13′ 28″ N, 1° 39′ 32″ E / 41.22434°N,1.65882°E ca:c. Dàlia, 26                                                                   |                                            |                      | Modifica les dades a Wikidata |
|        | Mas Xinxola             | Cubelles | masia         |                                                                       | 41° 13′ 01″ N, 1° 39′ 27″ E / 41.2169063951501°N,1.65749677645338°E                                                                  |                                            |                      | Modifica les dades a Wikidata |
|        | Mas Xinxola             | Cubelles | masia         | 16th century                                                          | 41° 12′ 40″ N, 1° 39′ 29″ E / 41.21108°N,1.65818°E ca:Cantó nord de la zona energètica d'Endesa, al camí de les Planes a Puigdetiula |                                            |                      | Modifica les dades a Wikidata |
|        | Mas d'en Pedro          | Cubelles | masia         | 1672                                                                  | 41° 12′ 08″ N, 1° 38′ 39″ E / 41.2023274806455°N,1.64403163821139°E ca:c. Lloret, 8-14                                               |                                            |                      | Modifica les dades a Wikidata |
|        | Mas de Sant Salvador    | Cubelles | masia         | 19th century                                                          | 41° 13′ 29″ N, 1° 40′ 20″ E / 41.2248407323418°N,1.672140350905°E ca:Camí de cal Baldiri, S/N                                        |                                            |                      | Modifica les dades a Wikidata |
|        | el Corral de l'Almirall | Cubelles | masia         |                                                                       | 41° 13′ 10″ N, 1° 39′ 27″ E / 41.219545260986°N,1.65746666627184°E ca:ctra. De Mas Trader, 28                                        |                                            |                      | Modifica les dades a Wikidata |
|        | el Molí de l'Esteper    | Cubelles | masia edifici | Estil: arquitectura popular 17th century                              | 41° 13′ 00″ N, 1° 39′ 55″ E / 41.2166°N,1.66517°E ca:c. de Mas Trader, 12                                                            | bé integrant del patrimoni cultural català |                      | Modifica les dades a Wikidata |
|        | el Salze                | Cubelles | masia         |                                                                       | 41° 13′ 49″ N, 1° 40′ 14″ E / 41.2302805556179°N,1.67051496064227°E                                                                  |                                            |                      | Modifica les dades a Wikidata |

## mobiliari urbà
| imatge | Nom                                                      | Ubicat a | instància de   | Detalls      | coordenades                                                                       | Protecció | Commons (més fotos) | Dades a WD                    |
| ------ | -------------------------------------------------------- | -------- | -------------- | ------------ | --------------------------------------------------------------------------------- | --------- | ------------------- | ----------------------------- |
|        | Monòlit commemoratiu de la rehabilitació del nucli antic | Cubelles | mobiliari urbà | 1998         | 41° 12′ 29″ N, 1° 40′ 21″ E / 41.20816°N,1.67263°E ca:c. Major                    |           |                     | Modifica les dades a Wikidata |
|        | Premsa de vi                                             | Cubelles | mobiliari urbà | 20th century | 41° 12′ 35″ N, 1° 40′ 22″ E / 41.20972°N,1.6728°E ca:pl. de Melcior Güell i Soler |           |                     | Modifica les dades a Wikidata |
|        | àncora de l'avinguda Catalunya                           | Cubelles | mobiliari urbà | 20th century | 41° 12′ 33″ N, 1° 40′ 49″ E / 41.20923°N,1.68032°E ca:Rotonda av. Catalunya       |           |                     | Modifica les dades a Wikidata |
|        | àncora del passeig de Narcís Bardají                     | Cubelles | mobiliari urbà | 20th century | 41° 12′ 29″ N, 1° 40′ 23″ E / 41.20814°N,1.67302°E ca:Passeig de Narcís Bardají 3 |           |                     | Modifica les dades a Wikidata |

## molí d'aigua
| imatge | Nom                | Ubicat a | instància de | Detalls                                                  | coordenades                                                                       | Protecció                                  | Commons (més fotos) | Dades a WD                    |
| ------ | ------------------ | -------- | ------------ | -------------------------------------------------------- | --------------------------------------------------------------------------------- | ------------------------------------------ | ------------------- | ----------------------------- |
|        | Molí de Baix       | Cubelles | molí d'aigua | Estil: arquitectura popular Estat: enderrocat o destruït |                                                                                   | bé integrant del patrimoni cultural català |                     | Modifica les dades a Wikidata |
|        | Molí de Mas Trader | Cubelles | molí d'aigua | Estil: arquitectura popular                              |                                                                                   | bé integrant del patrimoni cultural català |                     | Modifica les dades a Wikidata |
|        | Molí de la Palma   | Cubelles | molí d'aigua | Estil: arquitectura popular                              | 41° 12′ 44″ N, 1° 40′ 12″ E / 41.212145°N,1.669879°E ca:ctra. El Mas Trader 1,2,3 | bé cultural d'interès local                |                     | Modifica les dades a Wikidata |
|        | Molí del Cucurella | Cubelles | molí d'aigua | Estil: arquitectura popular                              | 41° 14′ 04″ N, 1° 39′ 51″ E / 41.23442°N,1.66425°E ca:ctra. BV-2115 PK 5,3        | bé integrant del patrimoni cultural català |                     | Modifica les dades a Wikidata |
|        | Molí del Salze     | Cubelles | molí d'aigua | Estil: arquitectura popular                              | 41° 13′ 50″ N, 1° 40′ 12″ E / 41.23044°N,1.67005°E ca:ctra. BV2115 p.k. 4,5       | bé integrant del patrimoni cultural català |                     | Modifica les dades a Wikidata |

## monument
| imatge | Nom                                                     | Ubicat a | instància de                   | Detalls | coordenades                                                                  | Protecció | Commons (més fotos)              | Dades a WD                    |
| ------ | ------------------------------------------------------- | -------- | ------------------------------ | ------- | ---------------------------------------------------------------------------- | --------- | -------------------------------- | ----------------------------- |
|        | El Geni i la Força Bruta - Monument de l'11 de Setembre | Cubelles | monument element arquitectònic | 2002    | 41° 12′ 31″ N, 1° 40′ 22″ E / 41.20852°N,1.67274°E ca:pl. de Santa Maria     |           |                                  | Modifica les dades a Wikidata |
|        | Monument Pau Casals                                     | Cubelles | monument                       | 1977    | 41° 12′ 16″ N, 1° 40′ 29″ E / 41.20441°N,1.67469°E ca:pl. de Pau Casals, s/n |           | Monument a Pau Casals (Cubelles) | Modifica les dades a Wikidata |
|        | Monument a Charlie Rivel                                | Cubelles | monument                       | 1980    | 41° 12′ 06″ N, 1° 40′ 37″ E / 41.20174°N,1.67697°E ca:Plaça del Mar          |           |                                  | Modifica les dades a Wikidata |

## muntanya
| imatge | Nom                   | Ubicat a                                            | instància de | Detalls | coordenades                                                                       | Protecció | Commons (més fotos)   | Dades a WD                    |
| ------ | --------------------- | --------------------------------------------------- | ------------ | ------- | --------------------------------------------------------------------------------- | --------- | --------------------- | ----------------------------- |
|        | Fita dels Tres Termes | Vilanova i la Geltrú Castellet i la Gornal Cubelles | muntanya     |         | 41° 14′ 40″ N, 1° 40′ 03″ E / 41.244411°N,1.667552°E 234 msnm                     |           | Fita dels Tres Termes | Modifica les dades a Wikidata |
|        | el Quinto             | Cubelles                                            | muntanya     |         | 41° 14′ 24″ N, 1° 39′ 12″ E / 41.23994166666667°N,1.6534555555555557°E 169.2 msnm |           |                       | Modifica les dades a Wikidata |
|        | la Cogullada          | Cubelles                                            | muntanya     |         | 41° 14′ 07″ N, 1° 39′ 12″ E / 41.23536111111111°N,1.653261111111111°E 136 msnm    |           |                       | Modifica les dades a Wikidata |

## nucli de població
| imatge | Nom                                | Ubicat a | instància de                                             | Detalls                     | coordenades                                                               | Protecció                   | Commons (més fotos) | Dades a WD                    |
| ------ | ---------------------------------- | -------- | -------------------------------------------------------- | --------------------------- | ------------------------------------------------------------------------- | --------------------------- | ------------------- | ----------------------------- |
|        | Clot del Bassó i Mota de Sant Pere | Cubelles | nucli de població nucli d'entitat singular de població   | 2326 hab                    | 41° 11′ 58″ N, 1° 39′ 49″ E / 41.19935101°N,1.66367805°E 4 msnm           |                             |                     | Modifica les dades a Wikidata |
|        | Corral d'en Cona                   | Cubelles | nucli de població nucli d'entitat singular de població   | 489 hab                     | 41° 13′ 24″ N, 1° 40′ 20″ E / 41.223330929873°N,1.6722163825412°E 65 msnm |                             |                     | Modifica les dades a Wikidata |
|        | Corral d'en Tort                   | Cubelles | nucli de població nucli d'entitat singular de població   | 85 hab                      | 41° 13′ 31″ N, 1° 40′ 33″ E / 41.225173218439°N,1.675758272463°E 67 msnm  |                             |                     | Modifica les dades a Wikidata |
|        | Mas Trader                         | Cubelles | nucli de població nucli d'entitat singular de població   | 1133 hab                    | 41° 13′ 33″ N, 1° 38′ 54″ E / 41.225754935536°N,1.6483060572853°E 42 msnm |                             |                     | Modifica les dades a Wikidata |
|        | Mas Trader II                      | Cubelles | nucli de població nucli d'entitat singular de població   | 677 hab                     | 41° 13′ 58″ N, 1° 39′ 24″ E / 41.23272932°N,1.656722218°E 67 msnm         |                             |                     | Modifica les dades a Wikidata |
|        | Quadra de Rocacrespa               | Cubelles | nucli de població ens local històric de Catalunya quadra | Estil: arquitectura popular | 41° 14′ 13″ N, 1° 39′ 43″ E / 41.23697°N,1.661901°E ca:Rocacrespa         | bé cultural d'interès local |                     | Modifica les dades a Wikidata |
|        | Santa Maria de Cubelles            | Cubelles | nucli de població nucli d'entitat singular de població   | 2182 hab                    | 41° 13′ 12″ N, 1° 40′ 55″ E / 41.21991869°N,1.68190568°E 45 msnm          |                             |                     | Modifica les dades a Wikidata |
|        | el Parc de Cubelles                | Cubelles | nucli de població nucli d'entitat singular de població   | 166 hab                     | 41° 12′ 12″ N, 1° 38′ 40″ E / 41.203329°N,1.644551°E 25 msnm              |                             |                     | Modifica les dades a Wikidata |
|        | la Gavina                          | Cubelles | nucli de població nucli d'entitat singular de població   | 215 hab                     | 41° 12′ 10″ N, 1° 38′ 34″ E / 41.20269115°N,1.64278618°E 28 msnm          |                             |                     | Modifica les dades a Wikidata |
|        | la Solana                          | Cubelles | nucli de població nucli d'entitat singular de població   | 152 hab                     | 41° 12′ 22″ N, 1° 39′ 17″ E / 41.20598316°N,1.65464543°E 20 msnm          |                             |                     | Modifica les dades a Wikidata |
|        | les Estoreres                      | Cubelles | nucli de població nucli d'entitat singular de població   | 171 hab                     | 41° 13′ 40″ N, 1° 39′ 54″ E / 41.227750847837°N,1.6649683470553°E 50 msnm |                             |                     | Modifica les dades a Wikidata |

## platja
| imatge | Nom                              | Ubicat a | instància de | Detalls                 | coordenades                                                             | Protecció | Commons (més fotos)            | Dades a WD                    |
| ------ | -------------------------------- | -------- | ------------ | ----------------------- | ----------------------------------------------------------------------- | --------- | ------------------------------ | ----------------------------- |
|        | Platges de Cubelles              | Cubelles | platja       |                         | 41° 11′ 48″ N, 1° 39′ 37″ E / 41.19660338109388°N,1.6602760152202616°E  |           | Beaches of Cubelles            | Modifica les dades a Wikidata |
|        | Platja Llarga (Cubelles)         | Cubelles | platja       |                         | 41° 12′ 03″ N, 1° 40′ 49″ E / 41.20090346122233°N,1.6801684700733697°E  |           | Platja Llarga (Cubelles)       | Modifica les dades a Wikidata |
|        | platja de la Mota de Sant Pere   | Cubelles | platja       | Llarg: 1800m Ample: 30m | 41° 11′ 51″ N, 1° 39′ 53″ E / 41.19756667°N,1.66468056°E                |           | Platja de la Mota de Sant Pere | Modifica les dades a Wikidata |
|        | platja de les Gavines            | Cubelles | platja       | Llarg: 250m Ample: 100m | 41° 11′ 42″ N, 1° 38′ 52″ E / 41.195099999919°N,1.647700000179°E        |           | Platja de les Gavines          | Modifica les dades a Wikidata |
|        | platja de les Salines (Cubelles) | Cubelles | platja       |                         | 41° 11′ 45″ N, 1° 39′ 23″ E / 41.195809619336785°N,1.6564657012192785°E |           | Platja de les Salines          | Modifica les dades a Wikidata |

## pont
| imatge | Nom                                        | Ubicat a | instància de | Detalls | coordenades | Protecció | Commons (més fotos) | Dades a WD                    |
| ------ | ------------------------------------------ | -------- | ------------ | ------- | --- | --------- | ------------------- | ----------------------------- |
|        | el Pontet                                  | Cubelles | pont         |         | 41° 12′ 49″ N, 1° 39′ 53″ E / 41.213557564611°N,1.66463887992851°E                                              |           |                     | Modifica les dades a Wikidata |
|        | viaducte del ferrocarril sobre el riu Foix | Cubelles | pont         | 1880    | 41° 12′ 11″ N, 1° 40′ 19″ E / 41.20309°N,1.67208°E ca:Entre el carrer Pla de Sant Pere i l'avinguda de la Riera |           |                     | Modifica les dades a Wikidata |

## rellotge de sol
| imatge | Nom                                      | Ubicat a | instància de    | Detalls      | coordenades                                                                              | Protecció | Commons (més fotos) | Dades a WD                    |
| ------ | ---------------------------------------- | -------- | --------------- | ------------ | ---------------------------------------------------------------------------------------- | --------- | ------------------- | ----------------------------- |
|        | Rellotge de sol de Cal Capdet            | Cubelles | rellotge de sol | 1857         | 41° 12′ 30″ N, 1° 40′ 20″ E / 41.20843°N,1.67236°E ca:pl. de la Vila 5                   |           |                     | Modifica les dades a Wikidata |
|        | Rellotge de sol de Mas Guineu            | Cubelles | rellotge de sol |              | 41° 12′ 23″ N, 1° 39′ 03″ E / 41.20638°N,1.65097°E ca:Mas Guineu                         |           |                     | Modifica les dades a Wikidata |
|        | Rellotge de sol de Mas d'en Pedro        | Cubelles | rellotge de sol | 1959         | 41° 12′ 06″ N, 1° 38′ 41″ E / 41.20167°N,1.64468°E ca:c. Lloret, 8-14                    |           |                     | Modifica les dades a Wikidata |
|        | Rellotge de sol del Corral de l'Almirall | Cubelles | rellotge de sol | 1804         | 41° 13′ 11″ N, 1° 39′ 28″ E / 41.21965°N,1.65782°E ca:ctra. de Mas Trader, 28            |           |                     | Modifica les dades a Wikidata |
|        | Rellotge de sol del Molí de l'Estapé     | Cubelles | rellotge de sol |              | 41° 12′ 59″ N, 1° 39′ 54″ E / 41.21652°N,1.66513°E ca:ctra. De Mas Trader, 12            |           |                     | Modifica les dades a Wikidata |
|        | rellotge de sol de Can Cucurella         | Cubelles | rellotge de sol |              | 41° 14′ 26″ N, 1° 39′ 39″ E / 41.24062°N,1.6607°E ca:Can Cucurella                       |           |                     | Modifica les dades a Wikidata |
|        | rellotge de sol de Can Rovirosa          | Cubelles | rellotge de sol | 19th century | 41° 14′ 13″ N, 1° 39′ 43″ E / 41.23701°N,1.66201°E ca:Can Rovirosa, Quadra de Rocacrespa |           |                     | Modifica les dades a Wikidata |
|        | rellotge de sol de Rocacrespa            | Cubelles | rellotge de sol |              | 41° 14′ 13″ N, 1° 39′ 42″ E / 41.23707°N,1.66175°E ca:Quadra de Rocacrespa               |           |                     | Modifica les dades a Wikidata |

## zona humida
| imatge | Nom                        | Ubicat a | instància de               | Detalls             | coordenades                                      | Protecció | Commons (més fotos)                   | Dades a WD                    |
| ------ | -------------------------- | -------- | -------------------------- | ------------------- | ------------------------------------------------ | --------- | ------------------------------------- | ----------------------------- |
|        | Desembocadura del riu Foix | Cubelles | zona humida                | Superfície: 10.77ha | 41° 12′ 01″ N, 1° 40′ 31″ E / 41.2004°N,1.6753°E |           | Desembocadura del riu Foix (Cubelles) | Modifica les dades a Wikidata |
|        | Platja Llarga              | Cubelles | zona humida platja nudista | Superfície: 35.55ha | 41° 12′ 25″ N, 1° 41′ 30″ E / 41.207°N,1.6916°E  |           | Platja Llarga (Vilanova i la Geltrú)  | Modifica les dades a Wikidata |

## Misc
| imatge | Nom                                     | Ubicat a | instància de                                    | Detalls                                                          | coordenades | Protecció                                  | Commons (més fotos)           | Dades a WD                    |
| ------ | --------------------------------------- | -------- | ----------------------------------------------- | ---------------------------------------------------------------- | --- | ------------------------------------------ | ----------------------------- | ----------------------------- |
|        | Ajuntament de Cubelles                  | Cubelles | casa consistorial                               | Estil: arquitectura popular 19th century                         | 41° 12′ 30″ N, 1° 40′ 21″ E / 41.208354°N,1.672601°E ca:Pl. de la Vila 15 msnm                                       | bé integrant del patrimoni cultural català | Ajuntament de Cubelles        | Modifica les dades a Wikidata |
|        | Cementiri municipal                     | Cubelles | cementiri                                       | 1906                                                             | 41° 12′ 50″ N, 1° 40′ 23″ E / 41.21379°N,1.67309°E ca:c. Mossèn Miquel Cortí                                         |                                            |                               | Modifica les dades a Wikidata |
|        | Central Tèrmica de Foix                 | Cubelles | central tèrmica                                 |                                                                  | 41° 12′ 36″ N, 1° 40′ 25″ E / 41.21°N,1.67361111°E                                                                   |                                            | Central tèrmica de Foix       | Modifica les dades a Wikidata |
|        | Estació de Cubelles                     | Cubelles | estació de ferrocarril                          | 1882                                                             | 41° 12′ 15″ N, 1° 40′ 34″ E / 41.204238888889°N,1.6759861111111°E ca:pl. de l'Estació s/n                            |                                            | Cubelles train station        | Modifica les dades a Wikidata |
|        | Foix                                    | Penedès  | curs d'aigua                                    | Desemboca: mar Mediterrània Llarg: 41km Conca: 311.9km²          | 41° 27′ 13″ N, 1° 32′ 48″ E / 41.453656°N,1.546799°E 41° 11′ 56″ N, 1° 40′ 36″ E / 41.19897°N,1.676569°E ca:Cubelles |                                            | Foix River                    | Modifica les dades a Wikidata |
|        | Gallifa                                 | Cubelles | disseminat quadra                               |                                                                  | 41° 12′ 55″ N, 1° 40′ 01″ E / 41.21527°N,1.66703°E ca:c. de Sant Pau de Gallifa, 8-11.                               |                                            |                               | Modifica les dades a Wikidata |
|        | Granges del Carme                       | Cubelles | granja                                          |                                                                  | 41° 13′ 13″ N, 1° 39′ 55″ E / 41.2203567996085°N,1.66528793091355°E                                                  |                                            |                               | Modifica les dades a Wikidata |
|        | Muntanya del Corral de l'Almirall       | Cubelles | serra                                           |                                                                  | 41° 13′ 12″ N, 1° 39′ 08″ E / 41.2201°N,1.65209°E 173.4 msnm                                                         |                                            |                               | Modifica les dades a Wikidata |
|        | Polígon industrial Les Salines          | Cubelles | polígon industrial                              |                                                                  | 41° 12′ 01″ N, 1° 38′ 56″ E / 41.2003124420508°N,1.64885561213657°E                                                  |                                            |                               | Modifica les dades a Wikidata |
|        | Pou de glaç de Can Cucurella            | Cubelles | pou de neu                                      | Estil: arquitectura popular                                      | 41° 14′ 26″ N, 1° 39′ 30″ E / 41.2405°N,1.65831°E ca:Can Cucurella                                                   | bé integrant del patrimoni cultural català |                               | Modifica les dades a Wikidata |
|        | Safareigs públics de Cubelles           | Cubelles | safareig                                        | 19th century                                                     | 41° 12′ 30″ N, 1° 40′ 17″ E / 41.20828°N,1.671473°E ca:C. Raval, 7 10 msnm                                           | bé cultural d'interès local                | Safareigs públics de Cubelles | Modifica les dades a Wikidata |
|        | conjunt d'antigues botigues del castell | Cubelles | conjunt d'edificis                              | 16th century                                                     | 41° 12′ 29″ N, 1° 40′ 21″ E / 41.20793°N,1.67261°E ca:c. Junçà 4, 6 i Plaça del Castell                              |                                            |                               | Modifica les dades a Wikidata |
|        | dàrsena de Cubelles                     | Cubelles | dàrsena                                         |                                                                  | 41° 11′ 36″ N, 1° 39′ 00″ E / 41.19328333°N,1.65005278°E                                                             |                                            | Dàrsena de Cubelles           | Modifica les dades a Wikidata |
|        | la Creu                                 | Cubelles | creu monumental element arquitectònic           | 1940                                                             | 41° 12′ 33″ N, 1° 40′ 35″ E / 41.20914°N,1.67633°E ca:c. de la Creu s/n                                              |                                            |                               | Modifica les dades a Wikidata |
|        | llamborda Stolperstein de Josep Agustí  | Cubelles | Stolperstein                                    | Creador: Gunter Demnig 2019                                      | 41° 12′ 32″ N, 1° 40′ 32″ E / 41.20891°N,1.67552°E ca:c. Sant Antoni, 31                                             |                                            |                               | Modifica les dades a Wikidata |
|        | mar Mediterrània                        |          | mar interior mar mediterrani conca hidrogràfica | Superfície: 2500000km² Profunditat: 5267 1541m Volum: 3839000km³ | 38° N, 17° E / 38°N,17°E 0 msnm                                                                                      |                                            | Mediterranean Sea             | Modifica les dades a Wikidata |
|        | passeig de Narcís Bardají               | Cubelles | passeig                                         | Estil: noucentisme 1932                                          | 41° 12′ 22″ N, 1° 40′ 26″ E / 41.2061°N,1.6738°E ca:Des de l'Avinguda de Catalunya fins al carrer d'Ausiàs March     | bé integrant del patrimoni cultural català |                               | Modifica les dades a Wikidata |
|        | plaça de la Vila                        | Cubelles | plaça                                           |                                                                  | 41° 12′ 30″ N, 1° 40′ 21″ E / 41.20828°N,1.6724°E ca:pl. de la Vila, c. d'Anselm Clavé, Pl. de Santa Maria           |                                            |                               | Modifica les dades a Wikidata |